# Josef Koch (Architekt)
Josef Koch (* 5. April 1780 in Wien; † 5. September 1814 ebenda) war ein österreichischer Baumeister. Er ist nicht zu verwechseln mit einem gleichnamigen Kirchenbaumeister in Niederösterreich.

## Leben

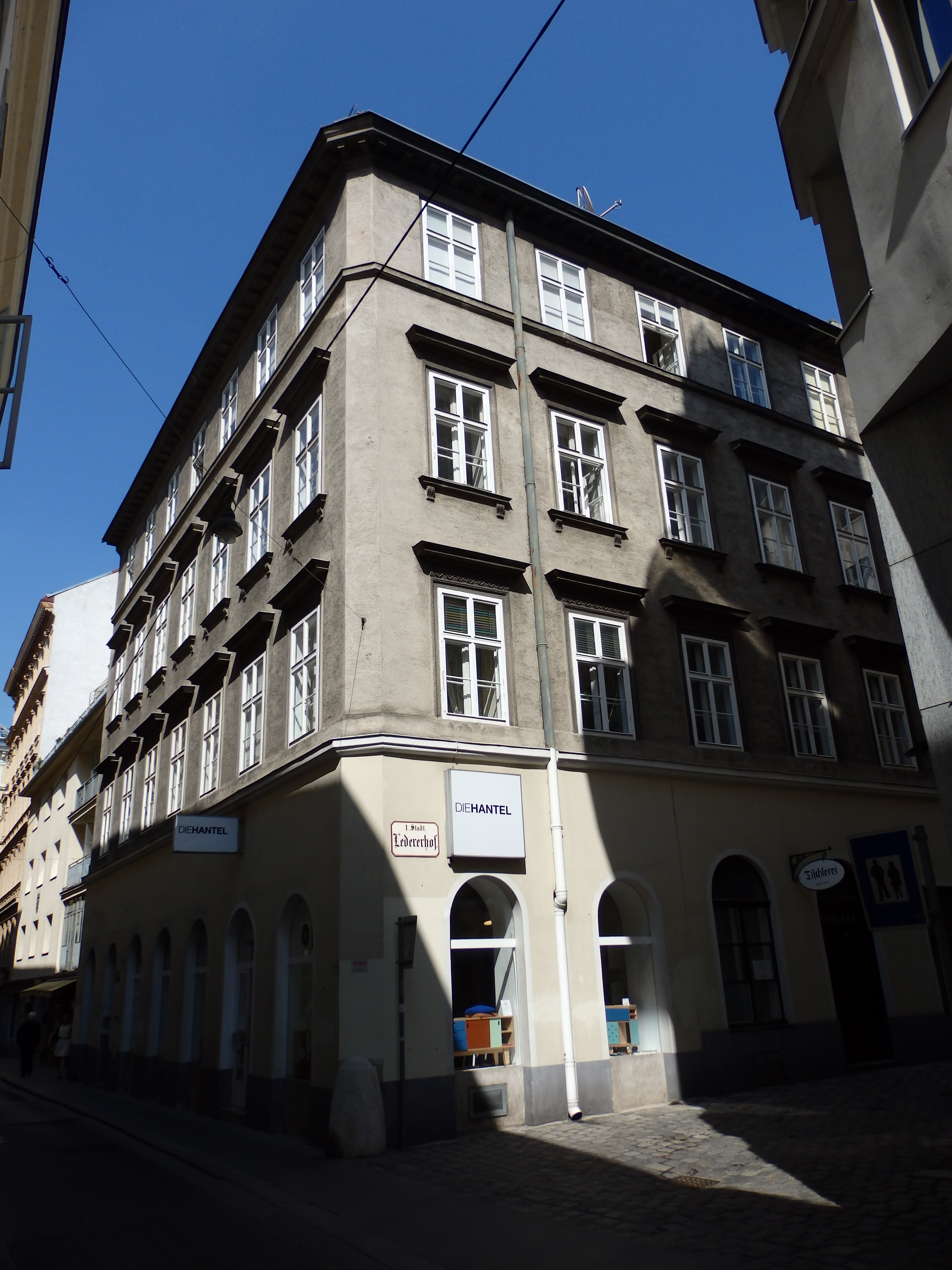
Haus Zum goldenen Stiefel (1807)

Josef Koch war der Sohn des Wiener Stadtbaumeisters Ernst Koch. Mit 13 Jahren besuchte er bereits die Akademie der bildenden Künste Wien, wahrscheinlich in den Fächern Erzverschneiden und Zeichnen, da von Anfang an geplant war in die Fußstapfen des Vaters zu treten. 1804 erhielt er sein Zeugnis als Maurergeselle und 1805 wurde er bürgerlicher Baumeister. Im gleichen Jahr heiratete er Anna Wiener. Bei der Ableistung seines Militärdienstes brachte er es bis zum Rang eines Oberleutnants des ritterlichen Scharfschützenkorps. 1814 erlitt er einen Schlaganfall und verstarb bereits im Alter von 35 Jahren.

## Bauwerke
Obwohl Koch ungefähr zehn Jahre als Baumeister tätig war, sind heute nur mehr zwei Häuser mit Sicherheit ihm zuzuschreiben. Bei ihnen handelt es sich um typische Wohnbauten im klassizistischen Stil.
- Miethaus „Zum goldenen Stiefel“, Färbergasse 6 / Ledererhof 4, Wien 1 (1807)
- Wohnhaus, Esterhazygasse 10, Wien 6 (1813), später erweitert und verändert